# Nakanošima (Kagošima, Tokara)
Nakanošima je menší (9 × 5,5 km) ostrov, nacházející se v japonském souostroví Rjúkjú, v prefektuře Kagošima, v katastru obce Tošimamura (十島村), v okrese Kagošima (鹿児島郡); největší a nejlidnatější (k roku 2004 – 167 obyvatel) ostrov v podřazeném souostroví Tokara (吐噶喇列島). 

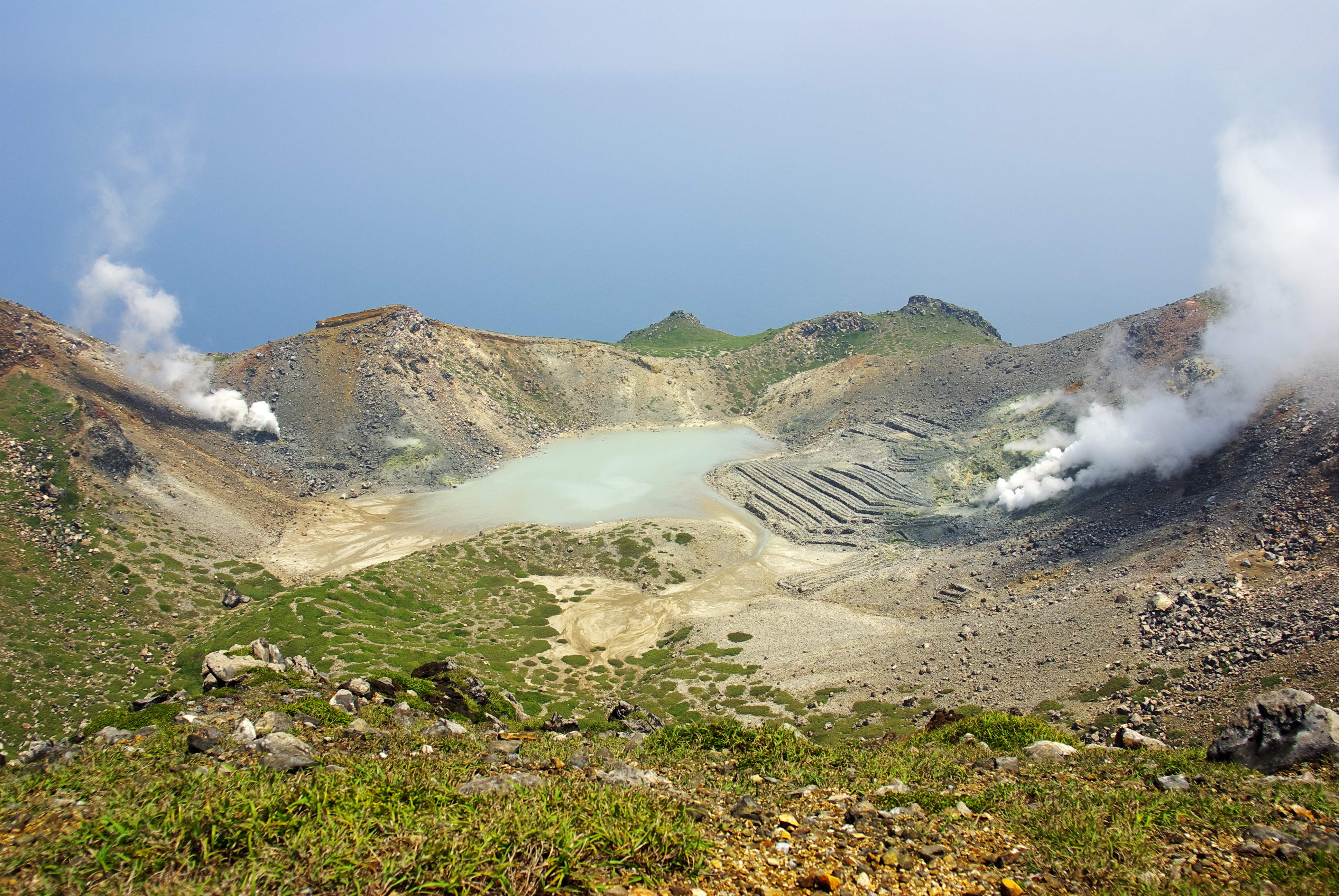
Kráter sopky Otake na severu ostrova

Prakticky celý ostrov je vulkanického původu. Starší vulkanické centrum na jihu je oddělené plochým plató od mladší, aktivní vulkanické stavby na severní straně ostrova. Vrcholový kráter aktivního centra bývá v sezóně dešťů zalitý vodou. V solfataře na jihovýchodním úbočí byla těžena síra až do konce roku 1944.